# Боравенков, Николай Иванович
Николай Иванович Боравенков (1920—1985) — вице-адмирал, Герой Социалистического Труда (1978).

## Биография

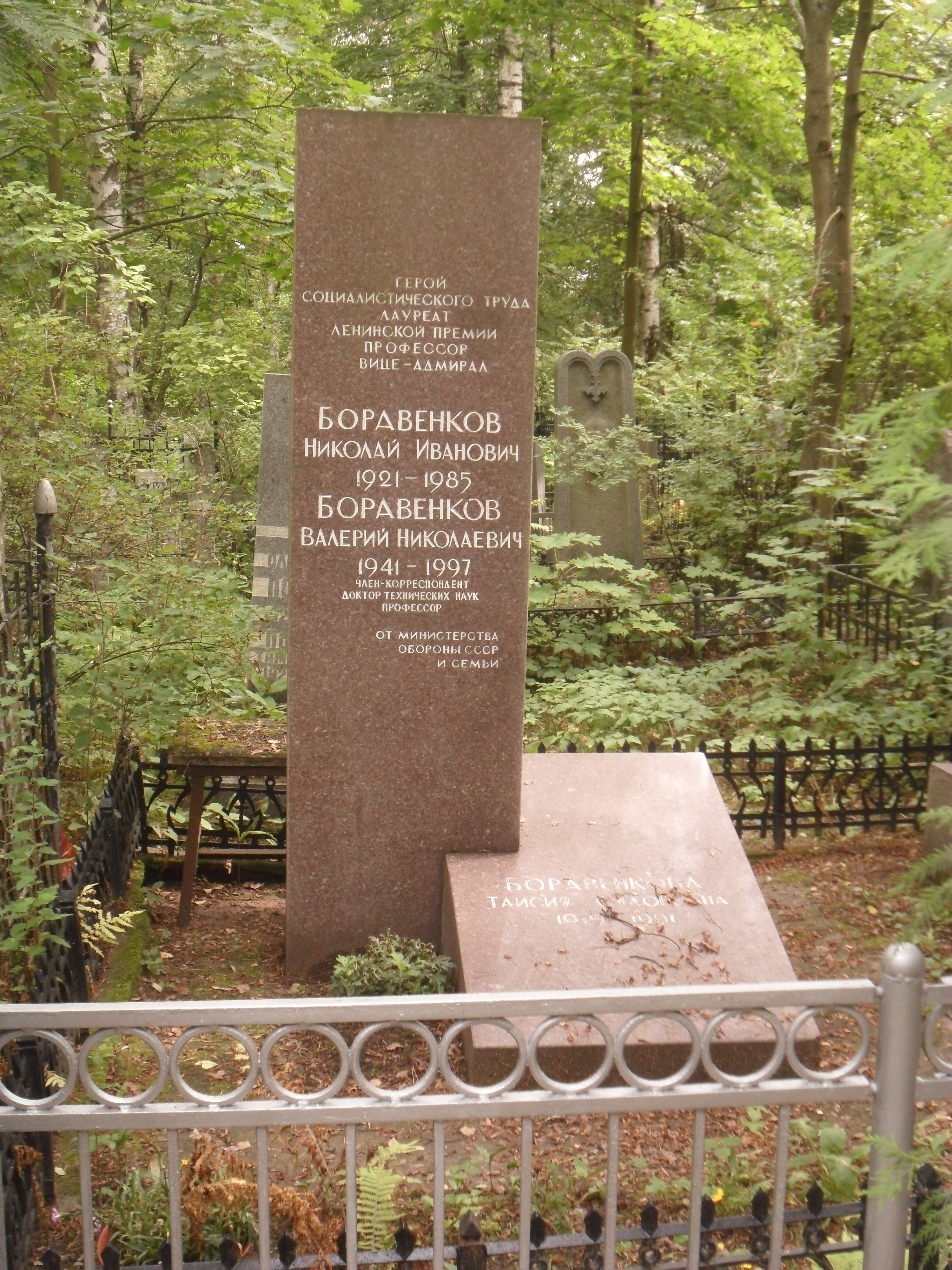
Могила Боравенкова на Богословском кладбище Санкт-Петербурга.

Николай Боравенков родился 18 февраля 1920 года в деревне Горка (ныне — Порховский район Псковской области). В июле 1936 года Боравенков был призван на службу в Военно-морской флот СССР. В 1940 году он окончил Ленинградское высшее военно-морское училище имени М. В. Фрунзе.

### Великая Отечественная война
Участвовал в боях Великой Отечественной войны на Северном флоте. Служил помощником командиров на эсминцах "Разъяренный"и «Z-20». В послевоенное время продолжал службу на Балтийском и Северном флотах.

### После войны
В 1952 году Боравенков окончил артиллерийский факультет Военно-морской академии кораблестроения и вооружения имени А. Н. Крылова.
С 1957 года Боравенков служил в 28-м Центральном НИИ вооружения ВМФ МО СССР, был в нём начальником управления, филиала. С 1962 года возглавлял этот институт. Под руководством Боравенкова создавалось новейшее ракетно-артиллерийское вооружение Военно-морского флота СССР. Неоднократно назначался председателем комиссий по принятию на вооружение комплексов военной техники. Являлся как в соавторстве, так и лично, обладателем 10 патентов на изобретения, автором более 80 научных работ, 20 наставлений, руководств и правил, 1 монография. Кроме того, Боравенковым была создана научная школа, готовившая специалистов высокой квалификации.
Указом Президиума Верховного Совета СССР в 1978 году за «большой вклад в области развития ракетно-артиллерийского вооружения» вице-адмирал Николай Боравенков был удостоен высокого звания Героя Социалистического Труда с вручением ордена Ленина и медали «Серп и Молот».
В 1984 году Боравенков был уволен в запас. Проживал в Ленинграде. Умер 27 мая 1985 года, похоронен на Богословском кладбище Санкт-Петербурга.

## Награды
Доктор военно-морских наук, профессор. Лауреат Ленинской премии. Был также награждён орденом Октябрьской Революции, двумя орденами Красного Знамени, двумя орденами Отечественной войны 1-й степени, тремя орденами Красной Звезды, рядом медалей.